# Jesper Just

Jesper Just, född 12 juni 1974 i Köpenhamn, är en dansk fotograf och videokonstnär.
Jesper Just utbildade sig vid Det Kongelige Danske Kunstakademi mellan 1997 och 2003. Han hade fram till 2012 gjort ett drygt tjugotal konstfilmer.
| ”                                                                                                | Jesper Justs videoinstallationer erbjuder storslagna berättelser om förfinade och subtila känslor mellan människor. Just punkterar stereotypa uppfattningar om gender, sexualitet och makt och bereder en mycket mer komplex och känslig förståelse av det som omger oss. Anmärkningsvärt är Justs möten med konventionella, mainstream filmverk och hans lekfulla interferenser med betraktarnas filmiska och berättarmässiga förväntningar. | „ |
| – Statens Kunstråds presentation av Jesper Just i Danmarks paviljong inför Venedigbiennalen 2013 | |   |

Han fick Carnegie Art Awards andrapris 2008. Han representerade Danmark vid Konstbiennalen i Venedig 2013 med videoinstallationen Intercourses.
Jesper Just bor och arbetar i New York i USA. År 2014 tilldelades han Eckersbergmedaljen.

## Verk i urval
- Intercourses, 2013, videoinstallation med fem samtidigt visade filmer, på Danmarks paviljong vid Venedigbiennalen 2013
- Romantic Delusions 10:00 minuter, 2008
- A Voyage in Dwelling, 11:11 minuter, 2008
- A Room of One's Own, 8:29 minuter, 2008
- Some Draughty Window, 8:00 minuter, 2007
- A Vicious Undertow, 10:00 minuter, 2007
- It Will All End In Tears, 20:00 minuter, 2006
- Something to Love, 8:30 minuter, 2005
- Bliss and Heaven, 7:42 minuter, 2004
- A Fine Romance, 6:21 minuter, 2004
- Invitation to Love, 7:40 minuter, 2003
- Montag, 8:00 minuter, 2000